# Heinrich Thormann
Heinrich Gustav Thormann (* 18. April 1816 in Wismar; † 15. Februar 1890 ebenda) war ein deutscher Architekt.

## Biografie
Heinrich Thormann war der dritte von sechs Söhnen des Kaufmanns und Pelzers Joachim Christian Heinrich Thormann in der Dankwartstraße 31. Seine Mutter Elise war die Tochter des Kleinschmieds Christian Müller.

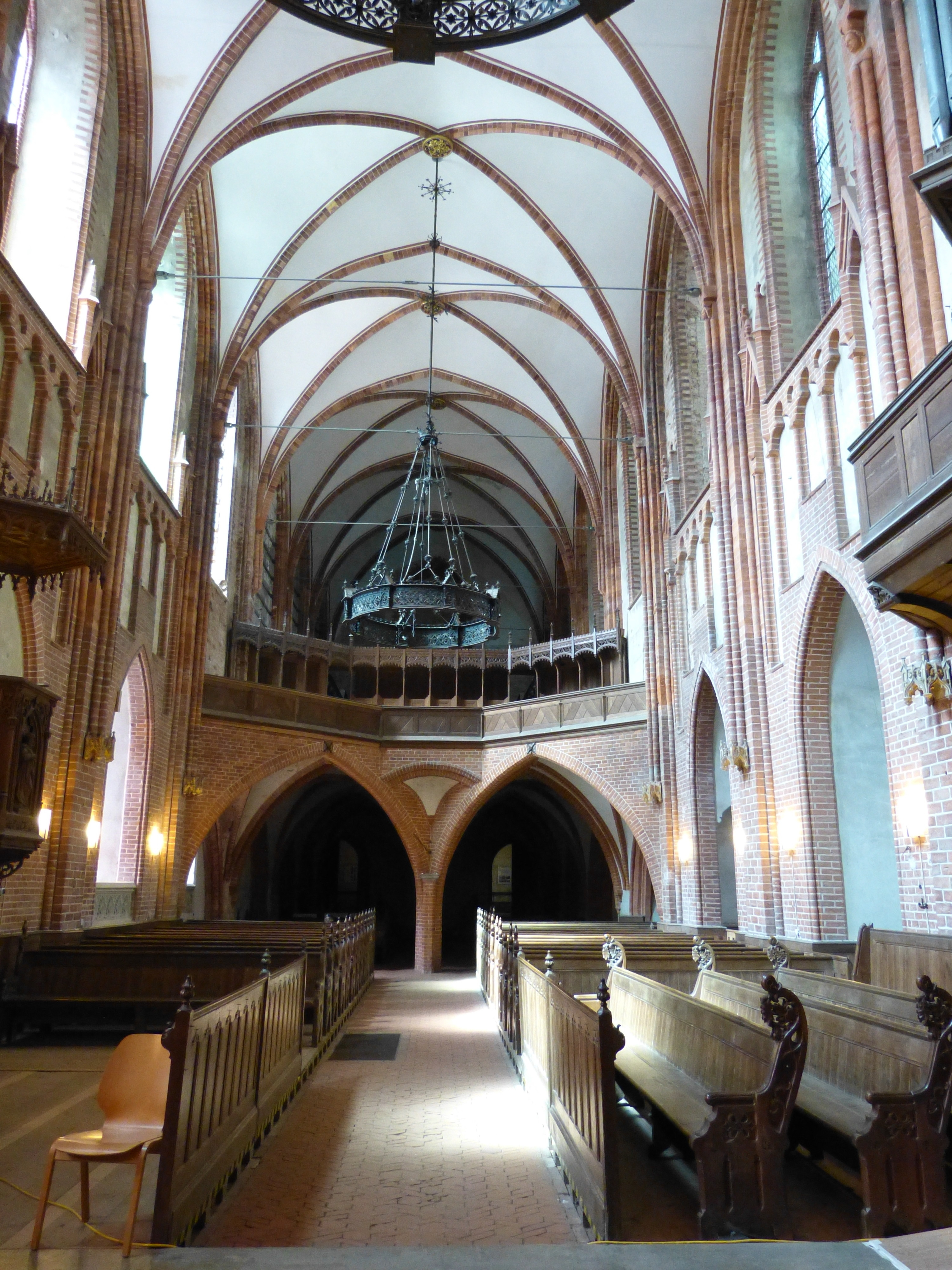
Dobbertiner Klosterkirche, Blick zur Nonnenempore (2014)

Seine Ausbildung zum Architekten erlangte er ab 1836 an der Allgemeinen Berliner Bauschule, der späteren Bauakademie, bei Wilhelm Stier und Friedrich August Stüler. Nach Abschluss seines Studiums kehrte der 23-jährige Thormann nach Wismar zurück und gründete dort schon 1839 sein eigenes Baubüro.
Mit dem ersten Wettbewerbsentwurf Ende 1838 zum Schauspielhaus, das er in der Mecklenburger Straße von 1840 bis 1842 errichtete, begann seine erfolgreiche Tätigkeit als Architekt. Denn nach Schließung des Schauspielsaales im Rathaus 1836 entschloss sich der Rat für den Bau eines eigenständigen Theaters. Auf Empfehlung des Schweriner Hofbaumeisters Georg Adolph Demmler wurde 1838 ein Wettbewerb ausgeschrieben. Die Wettbewerbskommission empfahl dem Rat, dem Verfasser der Entwürfe Jedem das Seine für die Ausarbeitung der Baupläne. Hinter diesem Verfasser verbarg sich der damals noch junge Architekt Heinrich Thormann. Nach einem Brand 1948 wurde das Gebäude später ganz abgetragen.
Neben vielen städtischen Bauten in Wismar erwarb sich Thormann mit Herrenhäusern für den mecklenburgischen Adel und landwirtschaftlichen Gebäuden in Mecklenburg ein hohes Ansehen.
Ein weiterer Höhepunkt seines Schaffens war von 1853 bis 1857 die innere Restaurierung der Klosterkirche in Dobbertin.

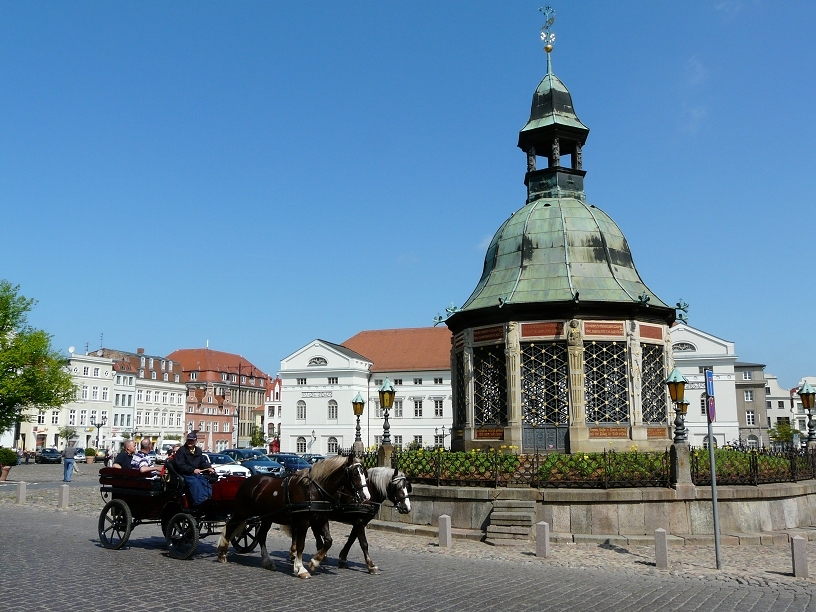
Wismarer Wasserkunst auf dem Marktplatz (2010)

Als eines der wichtigsten öffentlichen Bauwerke in Wismar ist die heute unter Denkmalschutz stehende Wasserkunst auf dem Marktplatz zu nennen. Für den 1602 nach Plänen von Philipp Brandin fertiggestellten Brunnen der Wasserkunst mit einem Wasserleitungssystem von hölzernen Röhren bestand um 1860 Einsturzgefahr. Im Frühjahr 1861 wurde Heinrich Thormann durch die Ratsherren mit der Sanierung und Vergrößerung beauftragt. Stadtbildprägend ist auch der von ihm am Alten Hafen für seinen älteren Bruder, den Großkaufmann, Schiffsreeder, Geheimen Kommerzienrat und Senator Johann Christian Thormann (1814–1896), 1862 erbaute siebengeschossige Speicher, den Thormannspeicher. Nach 1879 erfolgte für seinen ältesten Bruder, den Kaufmann David Thormann (1806–1879), die Restaurierung des schwedischen Kommandantenhauses Am Markt 15 im Stil der Niederländischen Renaissance. Seine reichen Kunstschätze und Bilder übereignete David Thormann dem Schweriner Museum. Seit 1930 wird das Haus durch die Sparkasse, heute der Sparkasse Mecklenburg-Nordwest genutzt.
Verheiratet war er seit 1858 mit Mathilde Reimers, der Tochter des praktischen Arztes zu Reinfeld in Holstein. Sie hatten sechs Söhne und drei Töchter und wohnten in der 1864 nach eigenen Plänen selbst erbauten Villa am Lindengarten, dem späteren Offizierskasino, in der Bauhofstraße 1 zu Wismar.
Mit dem Tod seines Vaters 1857 ließ Heinrich Thormann auf dem Friedhof Wismar direkt neben der Martens-Kapelle eine Familiengrabstelle bauen, wo auch er beigesetzt wurde. An den Baumeister und Architekt Heinrich Thormann erinnert ein vier Meter hoher und mit Gusseisen bekrönter Obelisk aus Granitstein. Er steht auf einem zwei Meter hohen Sockel und die weiteren dreizehn Grabstätten der Familie sind von einem schmiedeeisernen Zaun umgrenzt.
 Thormann-Stiftung 
In seinem am 1. Februar 1889 dem Waisengericht übergebenen Testament vermachte Thormann nach seinem Tode der Stadt Wismar 9000 Mark für eine Stiftung, die seinen Namen tragen sollte. Der Betrag sollte dem Zweck dienen, strebsamen jungen Handwerkern dieser Stadt den Besuch einer Fachschule, einer Werkmeisterschule oder eines Technikums zu erleichtern. Die Stiftungsgründung wurde durch den Wismarer Stadtsekretär Paul Martens am 22. Juni 1890 im Mecklenburger Tageblatt, Wismarsche Zeitung, Nr. 143 bekannt gemacht. Dem Stadtrat Fritz als Verwalter der Thormannschen Stiftung wurde am 25. November 1946 mitgeteilt, dass von den sowjetischen Besatzungsbehörden bei der Leerung der Schließfächer in den Stahlkammern der früheren Sparkasse der Seestadt Wismar auch Wertpapiere der Stiftung entnommen und verloren sind. Abrechnungen für den Zeitraum vom 1. April 1948 bis zum 31. Juli 1951 wurden durch die Kontroll- und Revisionsabteilung der Stadt Wismar am 4. August 1951 an den Dezernenten des Sozial- und Fürsorgeamtes der Stadt als Verwalter der Thormannschen Stiftung zurückgegeben.
 Archiv der Hansestadt Wismar 
Im Archiv der Hansastadt Wismar befinden sich in den Sammlungen Entwürfe, Zeichnungen und Ansichten von Thormanns Projekten, darunter
- Schauspielhaus, perspektivische Ansicht, Grundriss des Erdgeschosses, Längsschnitt, Querschnitt durch das Vestibül und das Auditorium, Straßen- und Hauptfassade, Giebelansicht mit Hauptzugang, Lageplan und Grundriss des Bühnenkellers, Querschnitt durch die Bühne mit Beschreibung der Bühnentechnik (alle undatiert).
- Große Stadtschule, nördlicher Flügel. Beschreibung der Bauausführung und Kostenanschlag für die Erweiterung von 1860, Durchbau und Aufstockung der Gewerbeschule (undatiert).
- Wasserkunst am Marktplatz. Zwei Projekte zur Erneuerung der Wasserkunst von 1860, Beschreibung des Projektes für den Neubau von 1862.

## Werk (Auswahl)
- 1838: Neugestaltung Chorumgang der Wismarer Marienkirche (im Zweiten Weltkrieg zerstört)[10]
- 1842: Schauspielhaus Wismar[11]
- 1842–1845: Gutshaus Kölzow für Familie von Prollius / von der Lühe
- 1842: Herrenhaus Großen Luckow für Familie von Maltzan
- 1845: Gutshaus Zülow für den Grafen von Schack
- 1845–1848: Gutshaus Wokrent für Familie von Meerheimb
- 1850: Herrenhaus Gresse bei Boizenburg für Familie Albertus Freiherr von Ohlendorff
- 1850: Gutshaus Roggow für die Familien von Oertzen
- 1852: Umbau des Gutshauses Spriehusen für die Familie Nölting
- 1852: Postamt mit Wohnungen für den Postmeister und die Prediger-Witwe in Dobbertin
- 1852: Scheune für das Klostergut in Neuhof bei Dobbertin
- 1852–1854: Kirche in Camin
- 1853–1857: neugotischer Innenausbau der Kirche des Klosters Dobbertin
- 1855: Gutshaus Kägsdorf für Friedrich Andreas Joachim Bobsin
- 1855–1860: Gutshaus Goldenitz für Familie Hellmuth von Könemann
- 1856: Gutshaus Rakow für die Gebrüder Otto und Friedrich von Restorff.
- 1856: Gutshaus Klein Siemen für Eduard Gildemeister
- 1859: Gutshaus Alt Sammit
- 1859–1861: Gutshaus Alt Vorwerk für Familie von Oertzen
- 1860: neugotisches Herrenhaus Gamehl für Franz von Stralendorff
- 1860: Umbau Herrenhaus Schönhof (Gemeinde Testorf-Steinfort) in neoklassizistischen Stil für die Familie Langenbeck
- 1860: nördlicher Flügel der Großen Stadtschule in Wismar
- 1861: Sanierung und Vergrößerung der Wasserkunst Wismar[12]
- 1861: im Herbst Fertigstellung des neuen Herrenhauses in Brunn für Familie von Oertzen.[13]
- 1863: Bürgerhaus in der Dankwartstraße 16 in Wismar
- 1863–1864: Gutshaus in Thurow für Christoph Heinrich Lübbe
- 1864–1865: Gutshaus Hohen Niendorf (1912 durch Gustav Hamann umgebaut)
- 1869: Entwurf für das neue Rathaus von Laage (Fertigstellung 1872)
- 1869–1870: Herrenhaus in Viecheln bei Gnoien von Georg Blohm für seinen dritten Sohn, Wilhelm
- 1872: Umbau der Kirche Deyelsdorf im Stil der Neorenaissance
- 1873: Kriegerdenkmal für die Gefallenen des Deutsch-Französischen Kriegs 1870/1871 in Wismar (zerstört)
- 1876: schlossartiges Herrenhaus Lützow
- 1879: Gutshaus Walow für Familie von Flotow
- 1879: Restaurierung des schwedischen Kommandantenhauses, Am Markt 15 in Wismar
- 1882: Neubau des Herrenhauses auf Gut Weitendorf für Julius Hüniken

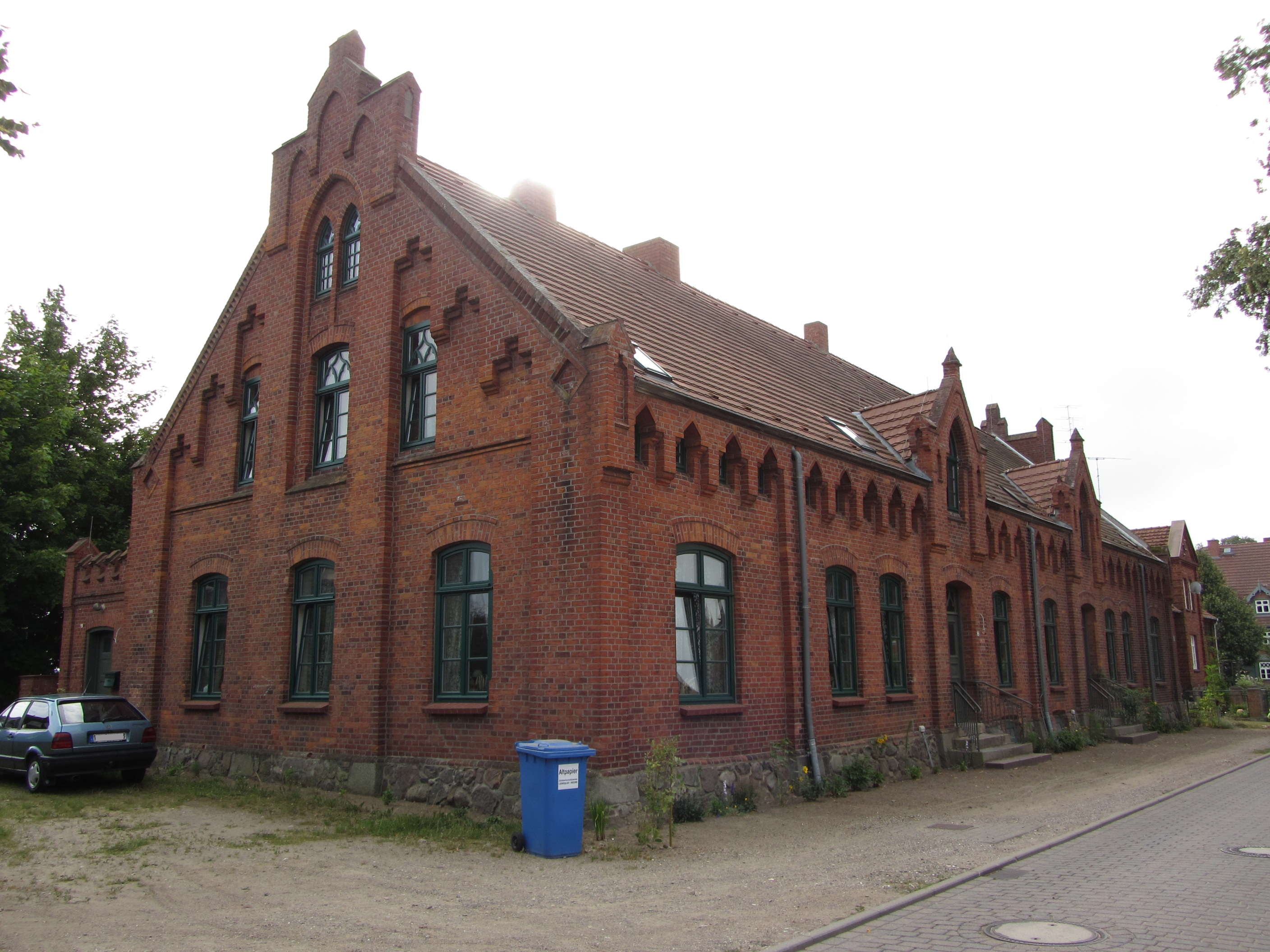
Altes Postamt in Dobbertin (2013)
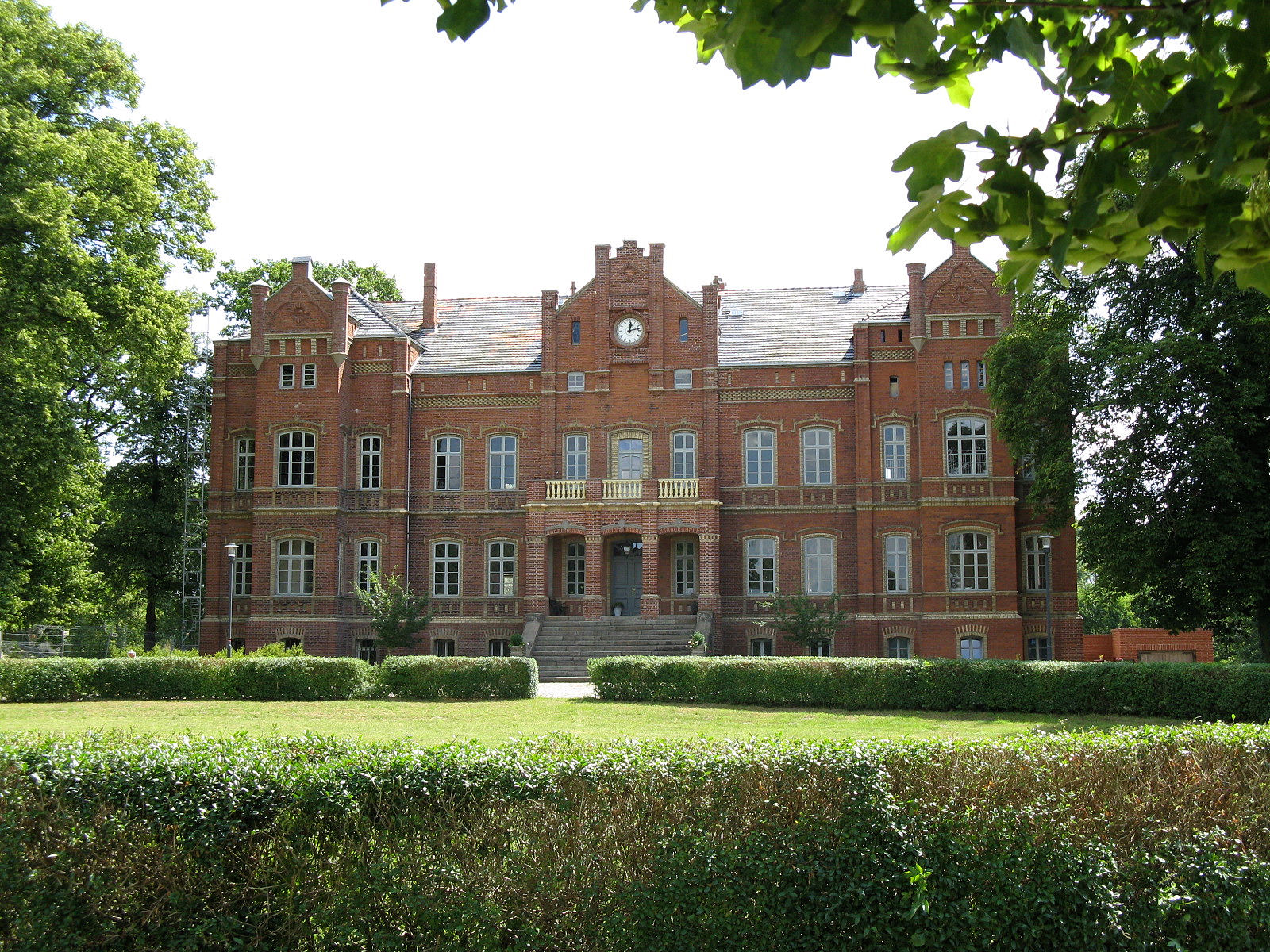
Herrenhaus Alt Sammit (2009)
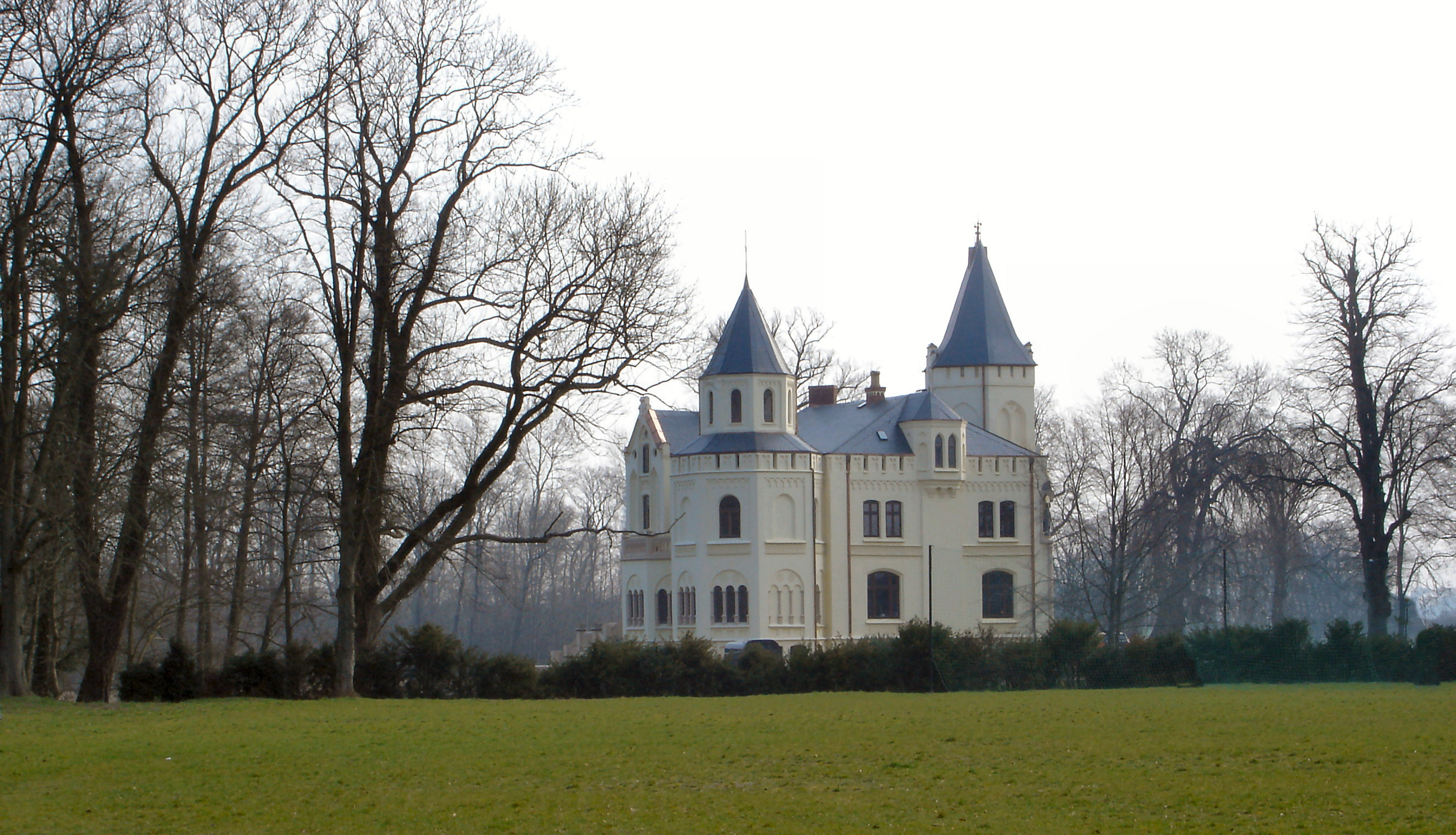
Schloss Lützow (2007)
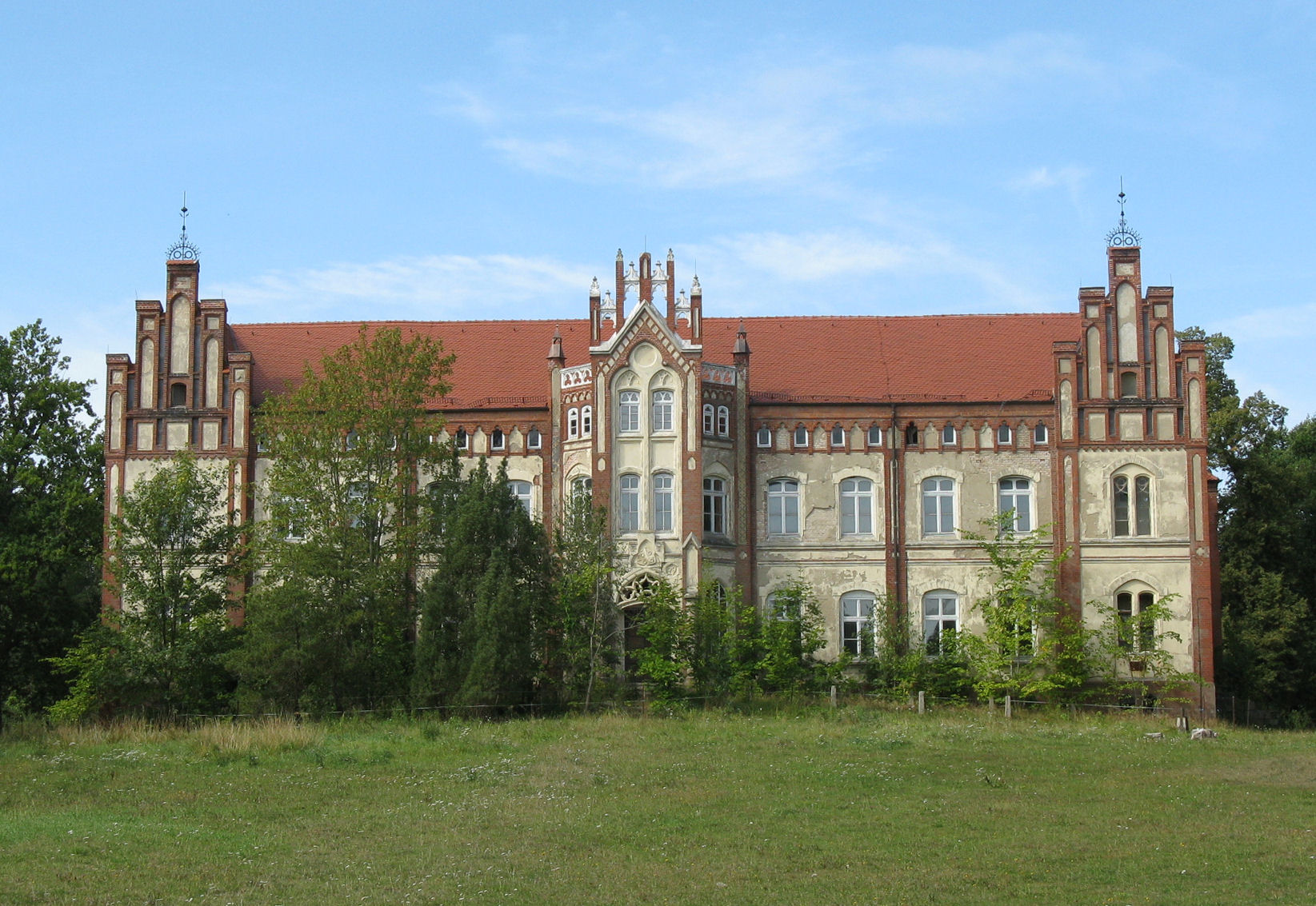
Herrenhaus Walow (2009)
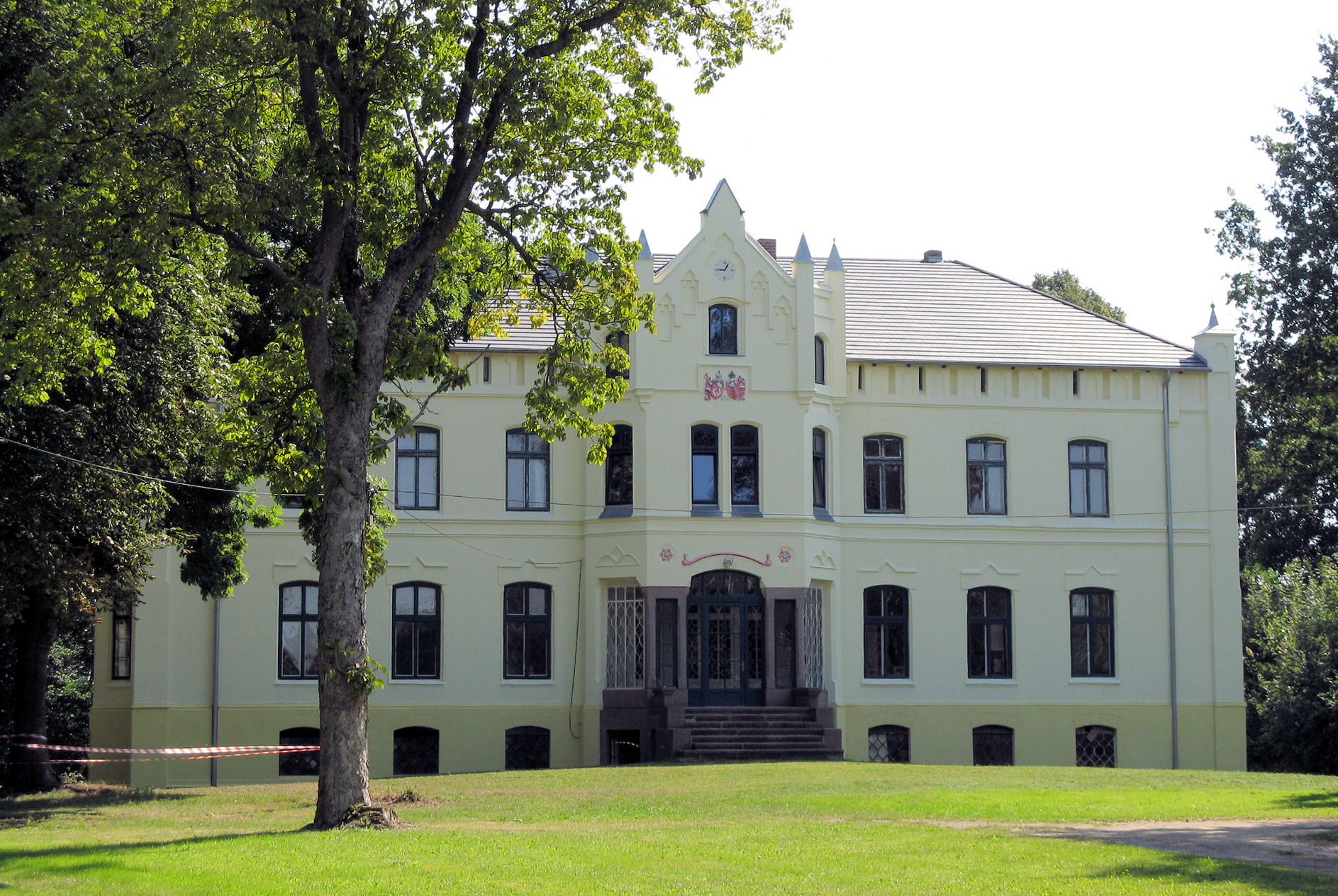
Gutshaus Alt Vorwerk (2009)
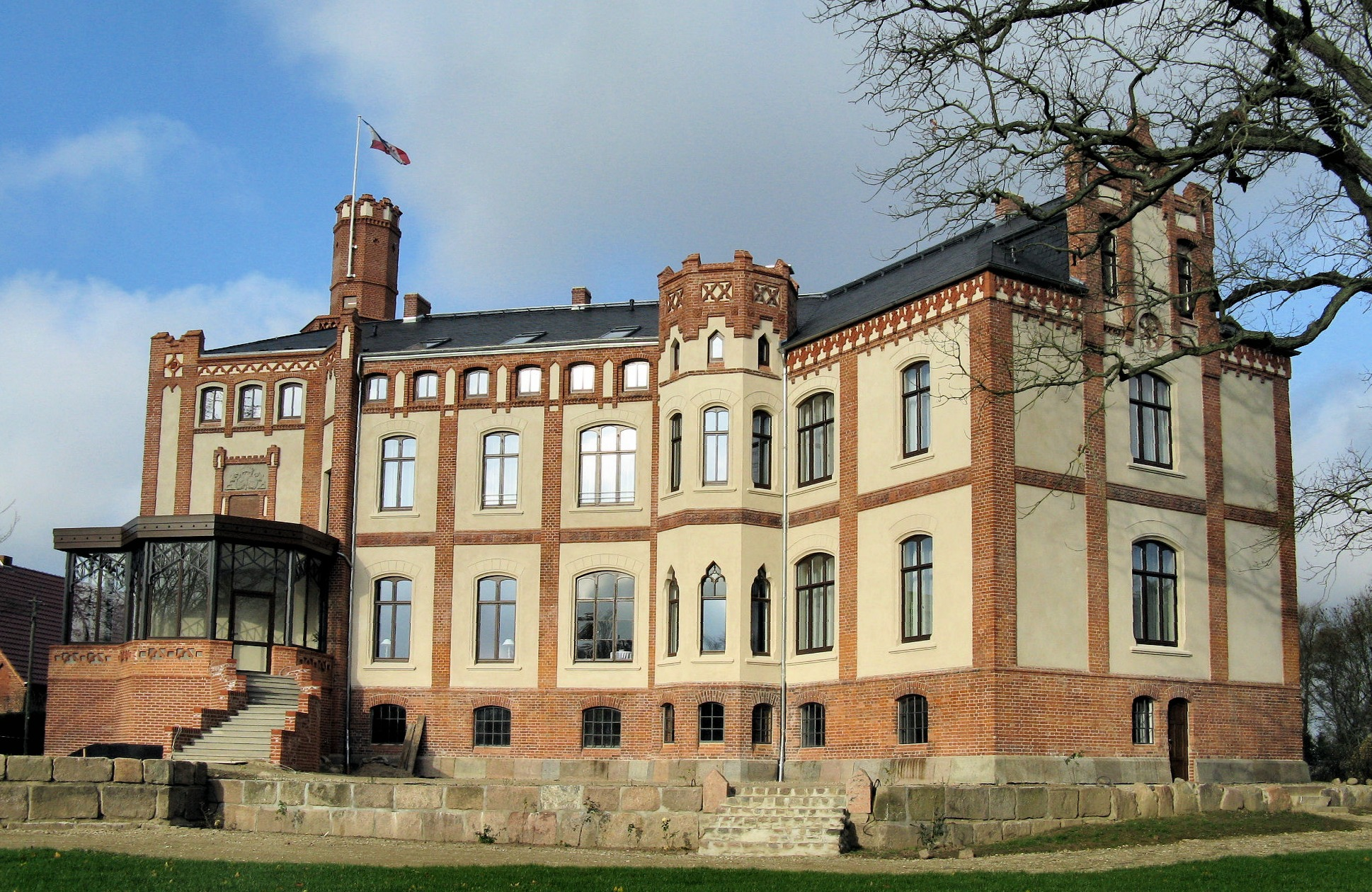
Herrenhaus Gamehl (2008)
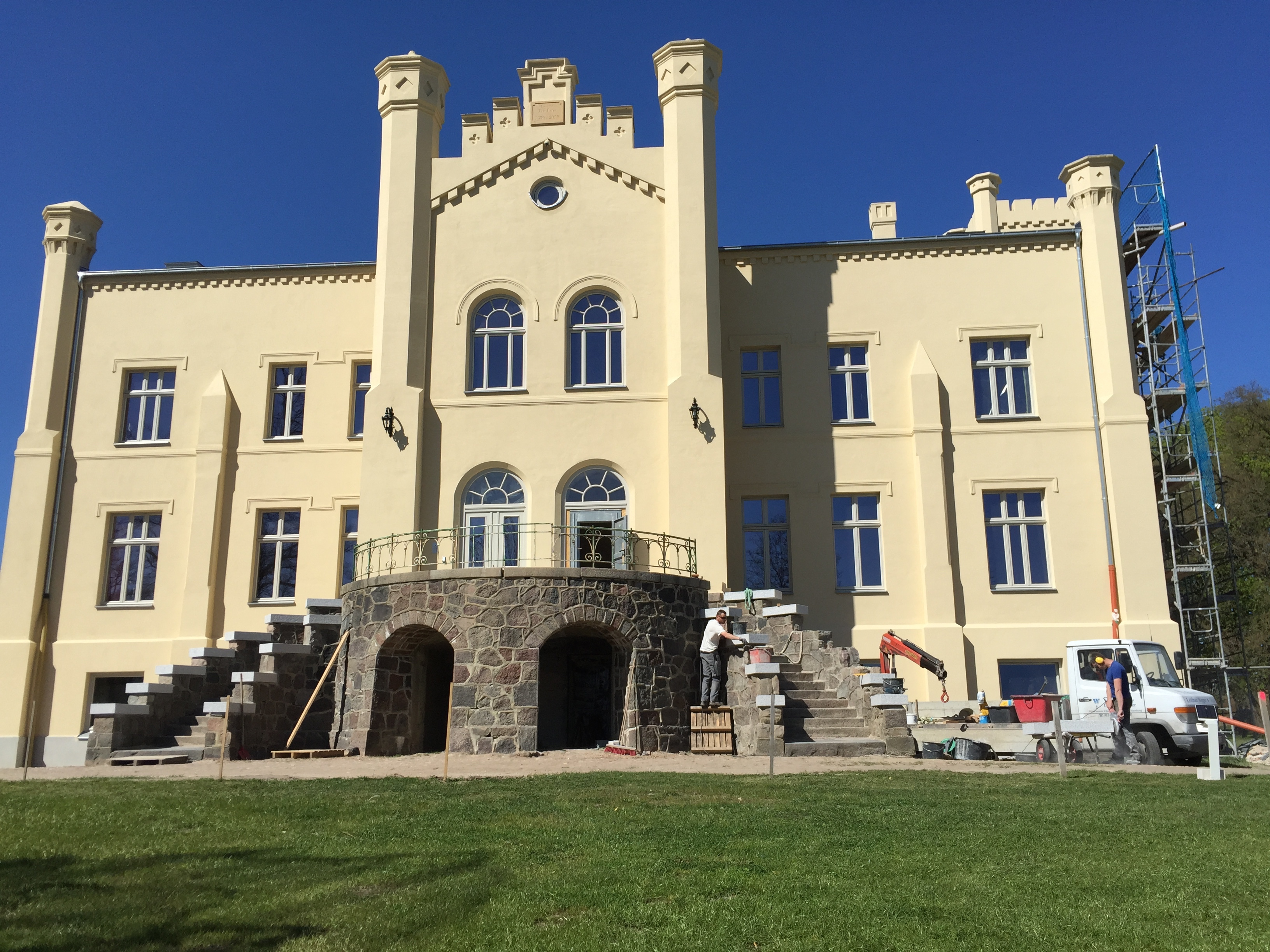
Gutshaus Goldenitz (2015)
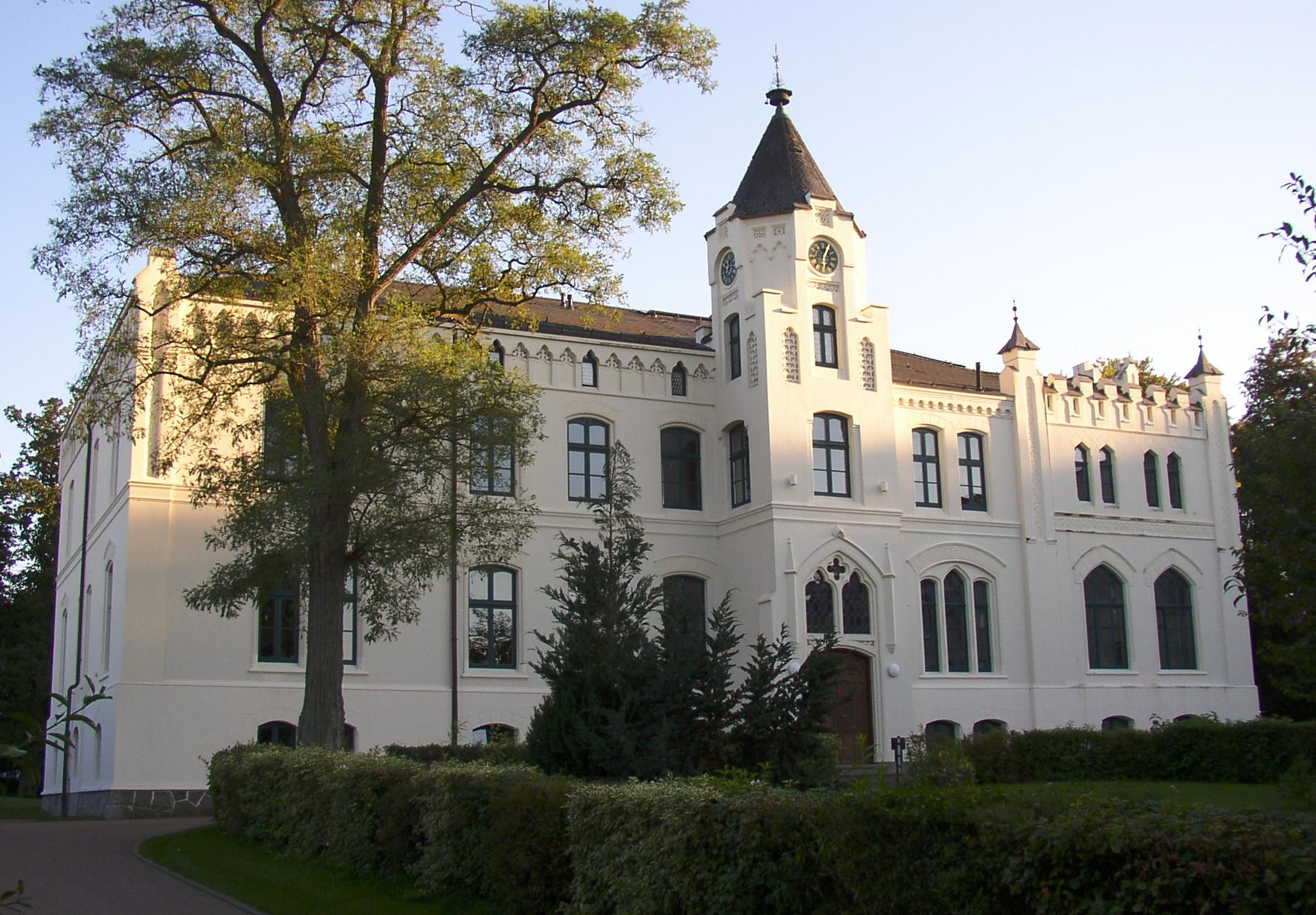
Gutshaus in Viecheln (2006)